# احمد الطیبی
احمد الطیبی (عربی: أحمد الطیبی‎؛ [ˈ(ʔ)æħmæd (atˤ)ˈtˤi:bi]؛ عبری: אַחְמָד טִיבִּי‎، [ˈ(ʔ)aχmed ˈtibi]؛ به انگلیسی: Ahmad Tibi) (متولد ۱۹ دسامبر ۱۹۵۸) سیاستمدار فلسطینی-اسرائیلی است. او رهبر حزب تعال است و از سال ۱۹۹۹ تاکنون به عنوان عضو کنست خدمت کرده است. الطیبی پس از خدمت به عنوان مشاور سیاسی یاسر عرفات، رئیس‌جمهور فقید فلسطین، در سال‌های ۱۹۹۳ تا ۱۹۹۹، به عنوان شخصیتی برجسته در عرصه فلسطینی-اسرائیلی شناخته شد.
الطیبی همچنین پزشک آموزش‌دیده و فارغ‌التحصیل دانشگاه عبری اورشلیم در رشته زنان و زایمان است.

## دوران ابتدایی زندگی و پیشه

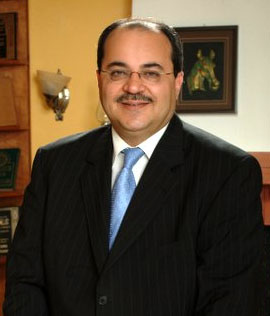
احمد طیبی - احمد طیبی - عضو کنست اسرائیل

الطیبی در سال ۱۹۵۸ در الطیبه، شهری حدود ۱۶ کیلومتری شرق ساحل مدیترانه در شمال تل‌آویو به دنیا آمد. پدرش کمال الطیبی در یافا به دنیا آمده بود.
الطیبی در دانشگاه عبری اورشلیم به تحصیل در رشته پزشکی پرداخت و در سال ۱۹۸۳ فارغ‌التحصیل شد. او در سال ۱۹۸۴ دوره رزیدنتی خود را در رشته زنان و زایمان در بیمارستان هداسا آغاز کرد. اما در سال ۱۹۸۷ به دلیل درگیری خشونت‌آمیز با یک نگهبان امنیتی اخراج شد. الطیبی پس از عبور از یک ایست بازرسی امنیتی با درخواست نگهبان برای بازرسی کیف خود مخالفت کرد. این نگهبان دیوید روث‌اشتاین یک مهاجر تازه‌وارد آمریکایی بود که به‌تازگی استخدام شده بود. درگیری فیزیکی میان الطیبی و روث‌اشتاین برای تصاحب کیف به وجود آمد. لحظاتی بعد، سرپرست روث‌اشتاین وارد شد، درگیری را خاتمه داد و الطیبی را به‌عنوان یک پزشک شناسایی کرد و دستور آزاد کردن او را داد. با این حال، الطیبی کیف خود را به سمت سر روث‌اشتاین پرتاب کرد و باعث زخمی شدن او شد. این زخم نیاز به چهار بخیه داشت. الطیبی ادعا کرد که روث‌اشتاین در حین جدا شدن، تلاش کرده بود او را سیلی بزند، اما روث‌اشتاین این ادعا را رد کرد. مدیر بیمارستان، ژاک میشل، پس از بازجویی از الطیبی، روث‌اشتاین و چند شاهد دیگر، بدون انجام تحقیقات رسمی، الطیبی را اخراج کرد. سخنگوی بیمارستان اعلام کرد که میشل این اقدام را به دلیل شدت و خشونت حادثه و نامتناسب بودن آن با حرفه پزشکی انجام داده است.
الطیبی در دوران تحصیل وارد عرصه سیاست شد. در دهه ۱۹۸۰ با فعالان برجسته فلسطینی ارتباط برقرار کرد. او در نشست‌های سازمان آزادی‌بخش فلسطین در سراسر جهان شرکت کرد و در سال ۱۹۸۴ در تونس با یاسر عرفات ملاقات کرد که در زمانی بود که ملاقات با اعضای سازمان آزادی‌بخش فلسطین در اسرائیل هنوز جرم محسوب می‌شد. الطیبی چندین بار توسط پلیس بازجویی شد، با ممنوعیت خروج از اسرائیل مواجه شد و یک بار نیز دستگیر شد
الطیبی از سال ۱۹۹۳ تا ۱۹۹۹ به عنوان مشاور سیاسی یاسر عرفات، رئیس تشکیلات خودگردان فلسطین خدمت کرد و نماینده فلسطینی‌ها در مذاکرات وای ریور در سال ۱۹۹۸ بود. او در سال ۱۹۹۹ از این سمت استعفا داد تا در انتخابات کنست شرکت کند. الطیبی رابطه خود با عرفات را «نزدیک» و «بسیار جالب و مهم» توصیف کرده است.
او برای نخستین بار در انتخابات کنست سال ۱۹۹۹ پس از تأسیس حزب تعال و شرکت مشترک با حزب بلد به رهبری عزمی بشاره گزیده شد، اما در همان دوره از این ائتلاف جدا شد.
مایکل کلاینر نماینده کنست در سال ۲۰۰۲ اقداماتی برای محدود کردن حرکات الطیبی در داخل نوار غزه و کرانه باختری آغاز کرد. کلاینر ادعا کرد که الطیبی در جنگ فلسطینی‌ها علیه اسرائیل به آنها کمک می‌کند. الطیبی این تصمیم کنست را غیرقانونی و مغایر با قانون اساسی اسرائیل دانست و به دادگاه عالی اسرائیل شکایت کرد، اما این دادگاه تصمیم‌گیری دربارهٔ این پرونده را به تعویق انداخت.
پیش از انتخابات سال ۲۰۰۳ اسرائیل چندین سیاستمدار مانند رهبران اتحادیه ملی و حزب ملی مذهبی تلاش کردند تا الطیبی را از نامزدی مجدد منع کنند. درخواست رسمی برای رد صلاحیت او توسط مایکل ایتان، نماینده حزب لیکود ارائه شد. مایکل ایتان ادعا کرد که علاوه بر سابقه الطیبی به عنوان مشاور عرفات، او از تروریسم فلسطینی در طول انتفاضه‌ها حمایت کرده و از مصونیت خود به عنوان نماینده کنست برای پیشبرد منافع فلسطینی‌ها استفاده کرده است. این درخواست با یک رأی در کمیته مرکزی انتخابات اسرائیل به تصویب رسید. با این حال دیوان عالی اسرائیل استدلال‌های کمیته را رد کرد و ممنوعیت را به‌طور کامل لغو کرد. الطیبی در لیست مشترک تعال و حدش انتخاب شد. الطیبی پیش از انتخابات سال ۲۰۰۶ حزب تعال را از ائتلاف هدش جدا کرد و به فهرست متحد عربی پیوست. او پس از حفظ کرسی خود به عنوان معاون رئیس کنست منصوب شد. او در انتخابات ۲۰۰۹ و ۲۰۱۳ نیز دوباره در لیست مشترک فهرست متحد عربی-تعال بود و رای آورد.
احمد الطیبی در داخل و خارج اسرائیل به عنوان یک نماینده مؤثر پارلمان و حامی فلسطینی‌هایی که در اسرائیل و مناطق تحت کنترل آن زندگی می‌کنند شناخته می‌شود. او اولین عضو عرب کنست بود که توانست قانونی را تحت نام خود و در برابر مخالفان به تصویب برساند. از جمله این قوانین، قانون اوت ۲۰۱۲ بود که جبران خسارت به مشتریان خطوط هوایی به دلیل تأخیر یا لغو پروازها را سامان‌دهی کرد. الطیبی در سال ۲۰۰۸ تأسیس کمیته تحقیق پارلمانی برای اشتغال اعراب در بخش دولتی را پیشنهاد داد و تا سال ۲۰۱۲ به عنوان رئیس آن خدمت کرد. او چندین بار در نظرسنجی‌های رسانه‌ای در میان جمعیت عرب-فلسطینی اسرائیل به عنوان محبوب‌ترین عضو عرب کنست انتخاب شد و توسط خبرنگاران پارلمانی به عنوان بهترین سخنران عمومی در کنست معرفی شد. تا سپتامبر ۲۰۱۴، الطیبی همچنان معاون رئیس کنست و رئیس گروه پارلمانی فهرست متحد عربی–تعال بود. او عضو کمیته مجلس و کمیته مالی است.

## مواضع سیاسی
الطیبی از خروج اسرائیل به مرزهای سبز پیش از ۱۹۶۷ و چاره دوکشوری حمایت می‌کند که در آن یک دولت فلسطینی در کنار اسرائیل تأسیس شود. او همچنین با ماهیت اسرائیل به عنوان یک دولت یهودی مخالف است و ادعا می‌کند که تعریف اسرائیل به عنوان یک دولت یهودی نژادپرستانه است و از تبدیل اسرائیل به یک «دولت برای همه شهروندانش» حمایت می‌کند. بر این اساس، او خواستار حذف نمادهایی مانند قانون بازگشت، پرچم و سرود ملی اسرائیل است که نشان‌دهنده این است که بیشتر ساکنین یهودی می‌باشند. او با جذب شهروندان عرب اسرائیل به ارتش اسرائیل مخالف است. الطیبی همچنین از حق بازگشت فلسطینیان حمایت می‌کند و آن را شرطی برای آشتی می‌داند، اما گفته است که تنها درصد کمی از پناهندگان فلسطینی احتمالاً تصمیم خواهند گرفت به اسرائیل مهاجرت کنند. الطیبی در سخنرانی ۳ مارس ۲۰۱۸ در یک کنفرانس در لندن با عنوان «آیا رئیس‌جمهور ترامپ اشغال را قانونی می‌کند؟» تصمیم اخیر دولت ترامپ برای انتقال سفارت آمریکا به اورشلیم در ماه مه را محکوم کرد.
بنیامین نتانیاهو در جریان انتخابات اسرائیل در آوریل ۲۰۱۹ به‌طور مکرر به الطیبی اشاره کرد و شعار «یا بی‌بی یا تیبی» (تیبی تلفظ نام الطیبی به عبری است) را به کار برد – شعاری که توسط الطیبی و مخالفان نتانیاهو به عنوان سوء استفاده نتانیاهو از ترس‌های یهودیان از مشارکت عرب‌ها در فرایند سیاسی اسرائیل دانسته شده و مورد انتقاد قرار گرفت. این شعار انتخابات را به دوگانه‌ای میان بازگشت نتانیاهو به عنوان نخست‌وزیر یا اجازه دادن به عرب‌های اسرائیلی برای پیوستن به دولت تبدیل کرد.

## جنجال‌ها
الطیبی همچنان به دلیل روابط گسترده‌اش با احزاب فلسطینی و عرب و سخنرانی‌هایش در کنست، در سیاست اسرائیل چهره‌ای جنجالی محسوب می‌شود. با این حال، او به دلیل ایراد یک سخنرانی تأثیرگذار برای بزرگداشت روز هولوکاست در سال ۲۰۱۰ در کنست اسرائیل نیز شناخته شده است. یائیر لاپید در شبکه ۲ اسرائیل گزارش داد: «پیشکسوتان کنست ادعا می‌کنند که ممکن است این بهترین سخنرانی باشد که تاکنون در پارلمان اسرائیل ایراد شده است.»
الطیبی در یک مراسم تجلیل از «شهدا» در ژانویه ۲۰۱۲ شهدا را «نمادهای میهن» توصیف کرد و از شهیدان فلسطینی در سرزمین‌های فلسطینی، داخل اسرائیل و خارج از کشور تمجید کرد و تأکید کرد که برای فلسطینی‌ها «هیچ چیز قابل تحسین‌تر از کسانی که برای میهن جان می‌دهند وجود ندارد.» در حالی که واژه شهید در زبان عربی به معنای جان‌دادن در راه خداست، این کلمه در زمینه درگیری فلسطینی-اسرائیلی با بمب‌گذاران انتحاری نیز مرتبط شده است.